# Lorenz Fichtner
Lorenz Fichtner (* 30. Januar 1881 in Reisbach; † 18. Juli 1949 in Eggenfelden) war ein deutscher Politiker der SPD. Von 1946 bis zu seinem Tode gehörte er dem ersten Bayerischen Landtag der Nachkriegszeit an.

## Leben und Beruf
Nach der Volksschule besuchte Fichtner zwei Klassen lang das Gymnasium in Metten, aufgrund fehlender Mittel konnte er den Besuch nicht fortsetzen und erlernte stattdessen das Glaserhandwerk. In diesem Beruf war er als Gehilfe in Wolfratshausen und München tätig. Nachdem er seinen zweijährigen Militärdienst beim 16. Infanterie-Regiment absolviert hatte, gründete er 1907 ein Glasergeschäft in Eggenfelden, das er bis zuletzt führte und heute noch existiert. Daneben engagierte er sich als zweiter Vorsitzender der Allgemeinen Ortskrankenkasse in Eggenfelden, als Mitglied der Arbeiterwohlfahrt und im Radfahrerbund „Solidarität“. 1933 geriet er aufgrund seiner politischen Tätigkeiten in vierzehntägige „Schutzhaft“ und verlor alle Ämter. Auf seine Initiative wurde nach dem Krieg der Ortsverband der Arbeiterwohlfahrt in Eggenfelden neu gegründet.

## Politik
Fichtner gründete den Ortsverein der SPD in Eggenfelden, den er in den ersten Jahren bis 1914 und noch einmal von 1922 bis 1927 leitete. Daneben gehörte er dem Stadtrat und Bezirkstag von Eggenfelden an. Nach dem Krieg wurde er durch die amerikanischen Besatzungsmächte als Bürgermeister von Eggenfelden eingesetzt, zwischenzeitlich wurde er jedoch aufgrund mangelnder Kooperation bei der Beschlagnahmung von Wohnraum für die US-amerikanischen Soldaten für drei Wochen abgesetzt. 1946 erfolgte seine endgültige Wahl zum Bürgermeister, dieses Amt führte er zwei Jahre lang aus. Daneben war er auch wieder Vorsitzender der SPD-Ortsgruppe.
1946 wurde Fichtner in die Verfassunggebenden Landesversammlung berufen. Im selben Jahr erfolgte seine Wahl in den Bayerischen Landtag. Diesem gehörte er bis zu seinem Tod an, sein Nachfolger wurde August Wallner.